# Aphrastura spinicauda
El rayadito o rayadito común (Aphrastura spinicauda), es una especie de ave paseriforme de la familia Furnariidae una de las dos pertenecientes al género Aphrastura. Es nativa del suroeste y extremo sur del Cono Sur sudamericano. 

## Distribución y hábitat

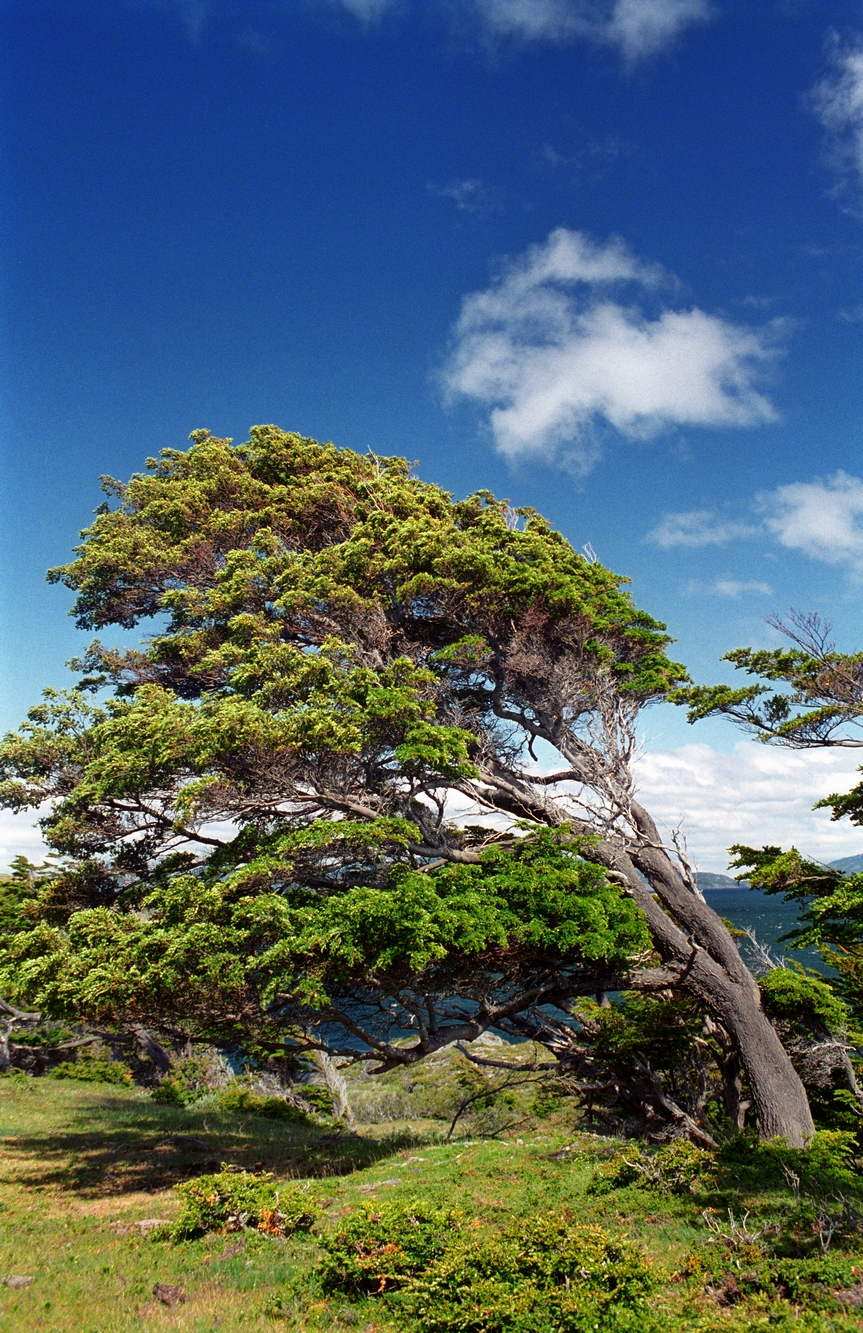
Bosque de Nothofagus antarctica, en Tierra del Fuego, ejemplo de hábitat de la especie.

Se distribuye desde el centro de Chile y suroeste de Argentina, hacia el sur hasta Tierra del Fuego e islas adyacentes. Es accidental en las islas Malvinas.
Esta especie es considerada común en una variedad de hábitats naturales: bosques templados sureños, bosques húmedos altos (generalmente con presencia de Nothofagus) y matorrales áridos de tierras bajas, principalmente por debajo de los 1750 m de altitud.

## Sistemática

### Descripción original
La especie A. spinicauda fue descrita por primera vez por el naturalista alemán Johann Friedrich Gmelin en 1789 bajo el nombre científico Motacilla spinicauda; la localidad tipo es: «Tierra del Fuego».

### Etimología
El nombre genérico femenino «Aphrastura» se compone de las palabras del griego «aphrastos» que significa  ‘maravilloso’, y «oura» que significa cola; y el nombre de la especie «spinicauda», se compone de las palabras del latín «spina» que significa ‘espina’, ‘púa’, y «cauda» que significa ‘cola’.

### Taxonomía
La validez de la muy poco conocida subespecie bullocki fue recientemente confirmada. Individuos con las partes inferiores ocráceas, parecidos a la subespecie fulva, que aparentemente ocurren en las islas costeras chilenas, sugieren que este patrón ventral puede aparecer de forma independiente en poblaciones insulares, tal vez como respuesta a condiciones más húmedas; las poblaciones en las islas Diego Ramírez aparentemente difieren morfológicamente y genéticamente de la subespecie nominal.
La especie Aphrastura subantarctica descrita como especie plena, precisamente de las islas Diego Ramírez, en 2022, está siendo tentativamente tratada como subespecie de la presente por las principales clasificaciones.

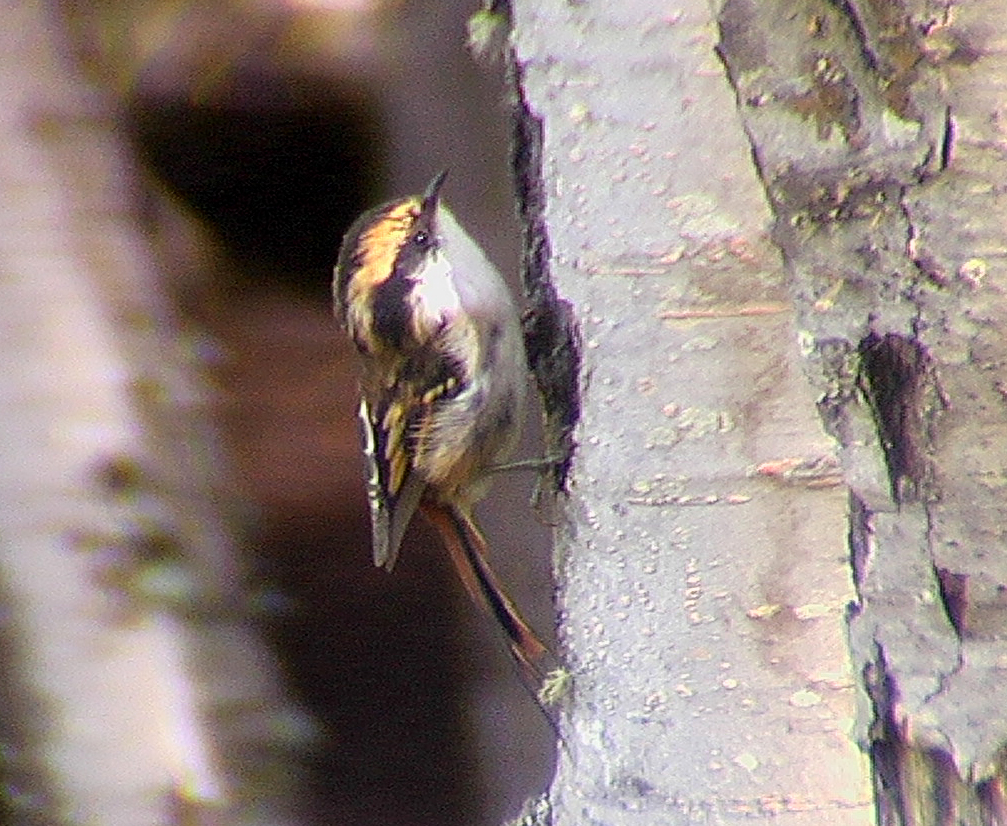
Aphrastura spinicauda spinicauda en Ushuaia, Argentina.

### Subespecies
Según las clasificaciones del Congreso Ornitológico Internacional (IOC) y Clements checklist/eBird se reconocen cuatro subespecies, con su correspondiente distribución geográfica:
- Aphrastura spinicauda spinicauda (Gmelin, 1789) – centro y sur de Chile (hacia el sur desde el sur de Coquimbo) y extremo oeste de Argentina (al sur desde Neuquén) hacia el sur hasta Tierra del Fuego, isla de los Estados; accidentalmente registrado en las islas Malvinas.
- Aphrastura spinicauda bullocki Chapman, 1934 – isla Mocha, litoral centro sur de Chile.
- Aphrastura spinicauda fulva Angelini, 1905 – isla Chiloé, litoral centro sur de  Chile.
- Aphrastura spinicauda subantarctica Rozzi, Quilodrán, Botero-Delgadillo, Crego, Napolitano, Barroso, Torres-Mura &  Vásquez, 2022  – islas Diego Ramírez, Chile.